# 中川手村
中川手村（なかかわてむら）は長野県東筑摩郡にあった村。現在の安曇野市明科中川手、明科光にあたる。

## 地理
- 山：長峰山
- 河川：犀川、会田川

## 歴史
- 1874年（明治8年）1月23日 - 筑摩県筑摩郡塔原村、明科村、大足村が合併して中川手村となる。
- 1876年（明治9年）8月21日 - 長野県の所属となる。
- 1878年（明治11年）1月4日 - 郡区町村編制法の施行により、東筑摩郡の所属となる。
- 1889年（明治22年）4月1日 - 町村制の施行により、中川手村が単独で自治体を形成。
- 1955年（昭和30年）
  - 1月15日 - 上川手村の一部（光のうち中条・北村・白牧・矢の沢）を編入。
  - 4月1日 - 東川手村と合併して明科町が発足。同日中川手村廃止。

## 交通

### 鉄道路線
- 日本国有鉄道
  - 篠ノ井線
    - 明科駅

### 道路
- 国道19号